# Eurosport 2

Logotyp Eurosportu 2 HD

Eurosport 2 – polska stacja telewizyjna należąca do TVN Warner Bros. Discovery, uruchomiona 10 stycznia 2005 jako uzupełnienie oferty Eurosportu. Od 3 sierpnia 2009 nadaje w formacie 16:9. W ciągu całego roku emituje ponad 1500 godzin bezpośrednich relacji. 3 sierpnia 2009 został uruchomiony Eurosport 2 w jakości HD.